# Croce di Danzica
La croce di Danzica fu una medaglia commemorativa della Germania nazista.

## Storia
Questo speciale distintivo, atipico tra quelli sviluppati nell'ambito delle onorificenze tedesche, venne concesso a quanti si erano particolarmente distinti per aver dato contributi sostanziali allo sviluppo del NSDAP nella libera città di Danzica durante l'occupazione nazista.
Il disegno della croce venne curato da Benno von Arentom.
La croce veniva assegnata in due classi, I e II classe, e sul totale di 341 esemplari concessi, 88 furono di I classe e 253 di II classe. La maggior parte delle onorificenze venne concessa durante la cerimonia pubblica del 24 ottobre 1939.

## Insegne
La  medaglia riservata alla II classe della decorazione aveva forma di una croce templare in bronzo smaltata di bianco e bordata d'oro (mitico richiamo alla filosofia del nazismo) con, sul diritto, l'emblema della città di Danzica (due croci greche sormontate in oro) il tutto coronato. Il rovescio era piano.
La  placca riservata alla I classe della medaglia riprendeva le stesse fattezze della medaglia, ma era applicabile a mo' di spilla.
Il  nastro era di colore rosso con delle strisce giallo-rosso-bianco per parte.

## Insigniti notabili

### I classe
- Erich von dem Bach-Zelewski
- Fritz Todt
- Hermann Göring
- Joachim von Ribbentrop
- Reinhard Heydrich

### II classe
- Arthur Seyss-Inquart
- Kurt Daluege